# Průhlednost
Průhlednost (transparentnost) je v oblasti optiky fyzikální vlastnost umožňující světlu procházet materiálem bez znatelného rozptylu světla. V makroskopickém měřítku (ve kterém jsou rozměry mnohem větší než vlnové délky příslušných fotonů) lze říci, že fotony se řídí Snellovým zákonem. Průhledné látky jsou takové, které propouštějí světlo (nebo i jiné elektromagnetické záření) bez velkých ztrát a zkreslení. Průhledná látka se skládá ze složek s jednotným indexem lomu. Při přechodu paprsků z jednoho transparentního prostředí do jiného dochází k lomu světla, který se vyjadřuje indexem lomu. Na lomu světla je založena funkce mnoha optických přístrojů. Z transparentních materiálů se vyrábějí optické hranoly, čočky, světlovody a další optická zařízení. Nejdůležitějším tradičním transparentním materiálem je sklo, v poslední době je ale nahrazují i umělé hmoty.